# Netha Hussain
Netha Hussain, född 11 juni 1990 i Kerala, är en indisk-svensk läkare, klinisk neurovetare, bloggare, wikipedian och medicinsk analytiker. Hon går under användarnamnet Netha Hussain på Wikipedia.

## Biografi
Hussain föddes i Kunnamangalam i delstaten Kerala i Indien. Hon flyttade till Sverige 2016 och bor nu i Partille.

### Karriär
Hussain är känd för sina ansträngningar att motarbeta spridningen av desinformation på Wikipedia om coronavirusets ursprung. Hon inledde sin Wikipediakarriär 2010, när hon fortfarande studerade första året i medicin vid Calicut Medical College i Kozhikode. Hon har också organiserat Wikipedia-uppsökande verksamhet för kvinnor och för HBTQ-gemenskapen i Indien. Hon fortsatte sina högre studier 2016, när hon började på Göteborgs universitet för doktorandstudier i ett projekt om stroke. Hon arbetade också som bloggare på The Huffington Post fram till 2018. 2020 disputerade hon i klinisk neurovetenskap vid Göteborgs universitet. Hussain har varit involverad i medicinsk forskning baserad på klinisk neurovetenskap med hjälp av virtual reality-teknik vid Sahlgrenska Universitetssjukhuset. Hon är knuten till Institutionen för klinisk neurovetenskap och rehabilitering vid Göteborgs universitet.
I mitten av 2020 började Hussain fokusera på att skapa Wikipedia-artiklar relaterade till Covid-19-pandemin på engelska, malayalam och svenska. Hon har skrivit nästan 30 artiklar på Wikipedia om covid-19, samt List of unproven methods against COVID-19, i syfte att förhindra spridning av felaktig information om covid-19-pandemin på internet och i sociala medier.
Hon har också startat ett WikiProject för att förbättra och utöka informationen på Wikipedia om effekten av covid-19-vaccinerna och om dessa vacciners säkerhet.
Hussain fick det prestigefyllda 2020 Women in Open Source Academic Award som ett erkännande för sitt bidrag till att sprida och dela medicinsk kunskap och information på Wikipedia. Hon fick också ett hedersomnämnande från FN på dess officiella Twitter-konto 2020. Dessutom fick hon ett hedersomnämnande under den virtuella Wikimania-konferensen 2021, då hon som en av sju personer blev utsedd till "Wikimedian of the year".